# CLAMP学園
CLAMP学園（クランプがくえん）は、CLAMPの漫画のいくつかに登場する架空の学校。

## 登場作

### CLAMP学園3部作
- 20面相におねがい!!
- 学園特警デュカリオン
- CLAMP学園探偵団

### その他
- 破軍星戦記
- COMBINATION（CLAMP旧メンバーの聖りいざ作）
- CLAMP学園TRPG（テーブルトークRPG）
- CLAMP学園怪奇現象研究会事件ファイル（小説）
- X
- 魔法騎士レイアース（学校名は出てこないが、OVA版と続編『魔法騎士レイアース2』の登場人物がCLAMP学園の制服を着ている）
- CLAMP学園電子分校（CLAMP公式サイトの旧名。ZINE-ROMとして発売されているものもある）
- 東京BABYLON（主人公である皇昴流とその姉北都が在籍。なおXにおいて昴流は大学部に再入学している）

## 設定
基本的な設定は、CLAMP学園を舞台とするCLAMP学園3部作（特に『学園特警デュカリオン』と『CLAMP学園探偵団』）で描かれている。
幼等部、初等部、中等部、高等部、大学・大学院の5学部を備える完全一貫教育の大型校である。寄宿舎、研究所、映画館、銀行、病院などといったありとあらゆる施設が存在し、学生、職員、関係者など1万人が登校・生活しており、1つの都市のようになっている。
通常の入学試験のほかに、「一芸入試」と呼ばれる特殊な入試制度を導入していて、合格者は特待生としてZ組に編入され、個別のカリキュラムを組むことが出来る。この「一芸」に相当する物には常識的な基準以外に制限がないため、様々な特技を持つ生徒が入学している。
運営法人は財団法人CLAMP学園（学校法人ではなく財団法人となっている）。妹之山財閥が私財を投じて設立した。『CLAMP学園探偵団』の主人公妹之山残は妹之山家の末子である。『X』では、学園設立の秘密が明かされる。
東京湾岸の埋立地に位置し、直径3.2キロメートル、周囲10キロメートル（『CLAMP学園TRPG』による）のほぼ円形の敷地をしている。その内側には五芒星状に道路が敷かれ、その5つの頂点にそれぞれ5学部が位置する。学部間の行き来を容易にするため、円周部と道路に沿った地下に自動制御のリニアモーターカーが走っている。具体的な所在地は描かれてこなかったが、『X』では、江東区の有明と若洲海浜公園と中央防波堤内側埋立地に囲まれた、現実には海となっている場所に描かれている。